# Obonyi I
Pour les articles homonymes, voir Obonyi.
Obonyi I (ou Obonye I) est un village du Cameroun situé dans le département du Manyu et la Région du Sud-Ouest, à la frontière avec le Nigeria. Il fait partie de la commune d'Akwaya. C'est l'un des quelques villages enclavés dans le Parc national de Takamanda.

## Population
En 1953, on  a dénombré 428 personnes pour l'ensemble des trois villages, Obonyi I, Obonyi II et Obonyi III.
En 1967, Obonyi I – seul – comptait 276 habitants, principalement des Banyang.
Lors du recensement de 2005, la population d'Obonyi I s'élevait à 485 personnes.

## Infrastructures
Obonyi I dispose d'une école primaire presbytérienne.